# Florian Bien
Florian Bien (* 1974 in Bochum) ist ein deutscher Jurist und Hochschullehrer an der Julius-Maximilians-Universität Würzburg.

## Leben
Von 1996 bis 2001 studierte er an der Universität Tübingen (Abschluss: Erste juristische Staatsprüfung) und der Universität Aix-Marseille III (Abschluss: Maîtrise en droit international et européen), Anwaltspraktika in Stuttgart, Paris und New York City. Von 2001 bis 2003 absolvierte er den juristischen Vorbereitungsdienst in Tübingen, Stuttgart und Brüssel (Abschluss: Zweite juristische Staatsprüfung). Von 2001 bis 2004 war er wissenschaftlicher Mitarbeiter am Lehrstuhl von Wernhard Möschel in Tübingen. Von 2004 bis 2007 war er Maître de conférences associé (Universitätsdozent) und DAAD-Fachlektor für deutsches Recht und Rechtsvergleichung an der Université Paris 1 Panthéon-Sorbonne, dort u. a. Aufbau und Leitung des Studiengangs Diplôme universitaire de droit allemand für französische Avocats à la Cour als Directeur des études. Nach der Promotion 2006 Universität Tübingen (Dissertation: Fusionskontrolle und subjektiver Drittschutz) war er 2007 bis 2011 Akademischer Rat a. Z. an der Juristischen Fakultät der Universität Tübingen. Nach der Habilitation 2011 in Tübingen (Schrift: Haftungskoordination in der arbeitsteiligen Pflichtenkette – Zugleich ein Beitrag zum Dogma von der Relativität der Schuldverhältnisse) ist er seit 2011 Inhaber des Lehrstuhls für globales Wirtschaftsrecht, internationale Schiedsgerichtsbarkeit und Bürgerliches Recht in Würzburg.

## Schriften (Auswahl)
- Fusionskontrolle und subjektiver Drittschutz. Baden-Baden 2007, ISBN 3-8329-2521-X.
- als Herausgeber mit Wernhard Möschel: Kartellrechtsdurchsetzung durch private Schadenersatzklagen?. Baden-Baden 2010, ISBN 978-3-8329-5169-6.
- als Herausgeber: Das deutsche Kartellrecht nach der 8. GWB-Novelle. Der Studienkreis Wettbewerb und Innovation ... hat die Novelle am 19. Oktober 2012 in Würzburg diskutiert. Baden-Baden 2013, ISBN 978-3-8329-5169-6.
- als Herausgeber mit Jean-Sébastien Borghetti: Die Reform des französischen Vertragsrechts. Ein Schritt zu mehr europäischer Konvergenz?. Tübingen 2018, ISBN 3-16-155097-8.